# Sludstrup Sogn
Sludstrup Sogn 
ist eine Kirchspielsgemeinde (dän.: Sogn)
auf der Insel Sjælland in Dänemark.
Bis 1970 gehörte sie zur Harde Slagelse Herred im damaligen Sorø Amt, danach zur Hashøj Kommune im Vestsjællands Amt, die im Zuge der  Kommunalreform zum 1. Januar 2007 in der Slagelse Kommune in der Region Sjælland aufgegangen ist.
Im Kirchspiel leben 312 Einwohner (Stand: 1. Januar 2023).
Im Kirchspiel liegt die Kirche „Sludstrup Kirke“.
Nachbargemeinden sind im Norden Antvorskov Sogn, im Osten Sørbymagle Sogn, im Südosten Gimlinge Sogn, im Süden Skørpinge Sogn und im Westen Gerlev Sogn und Slots Bjergby Sogn.